# Unbreakable Smile
Unbreakable Smile é o primeiro álbum de estúdio da cantora norte-americana Tori Kelly lançado no dia 23 de junho de 2015, pela Capitol Records e pela Schoolboy Records. O álbum tem produção executiva de Max Martin.
"Unbreakable Smile" foi apoiado por dois singles, "Nobody Love" e "Should've Been Us". Nos Estados Unidos, o álbum estreou no número dois na Billboard 200. A reedição do álbum apresenta duas novas faixas, "Hollow" e "Something Beautiful", uma capa alternativa, sendo lançado em 29 de janeiro de 2016.

## Promoção
Em abril de 2015, Kelly anunciou uma turnê norte-americana, intitulada Where I Belong Tour, que ocorreu entre maio e junho para apoiar seu álbum de estreia. Kelly apresentou seu single "Should've Been Us" juntamente com uma entrevista no Good Morning America em 22 de junho de 2015, um dia antes do lançamento do álbum.

## Singles
- "Nobody Love" foi lançada como primeiro single em 8 de fevereiro de 2015.
- "Should've Been Us" foi enviada para as rádios mainstream norte-americanas como o segundo single do álbum em 2 junho de 2015.[11]
- "Hollow" foi lançado para as lojas digitais em 19 de outubro de 2015 (ou 22 de outubro de 2015 na América do Norte) como o terceiro single do álbum em geral, e primeiro da reedição seguinte.[12] A música foi lançada no formato contemporary hit radio norte-americano em 3 de novembro de 2015.[13]

## Relançamento
O álbum teve um relançamento em 29 de janeiro de 2016. "Hollow" foi lançada em 22 de outubro de 2015, como o primeiro single da nova edição do álbum. Além da reedição padrão do álbum, uma versão exclusiva do re-lançamento foi disponibilizada nas lojas Target. Além das duas novas faixas, ele mantém as duas faixas bônus adicionais a partir da versão exclusiva original do álbum.

## Alinhamento de faixas
A edição padrão de Unbreakable Smile contém 14 faixas.
| N.º            | Título                                                       | Compositor(es)                                                                                       | Produtor(es)      | Duração |  |
| 1.             | "Where I Belong" (Intro)                                     | Tori Kelly Claude Kelly                                                                              | T. Kelly          | 1:27    |  |
| 2.             | "Unbreakable Smile"                                          | T. Kelly                                                                                             | OzGo              | 3:49    |  |
| 3.             | "Nobody Love"                                                | T. Kelly Rickard Göransson Savan Kotecha Max Martin                                                  | Martin Göransson  | 3:23    |  |
| 4.             | "Expensive" (com participação de Daye Jack)                  | T. Kelly Kotecha Alexander Kronlund Joleen Belle Lukas Loules Tash Daye Jack                         | Martin Lulou      | 3:27    |  |
| 5.             | "Should've Been Us"                                          | T. Kelly Ludvig Söderberg Jakob Jerlström Oscar Holter Laleh Pourkarim Alexander Kronlund James Alan | The Struts Holter | 3:06    |  |
| 6.             | "First Heartbreak"                                           | T. Kelly Toby Gad                                                                                    | Gad               | 3:25    |  |
| 7.             | "I Was Made for Loving You" (com participação de Ed Sheeran) | T. Kelly Ed Sheeran                                                                                  | T. Kelly Sheeran  | 3:09    |  |
| 8.             | "City Dove"                                                  | T. Kelly Ilya Salmanzadeh Pourkarim                                                                  | Ilya Pourkarim    | 3:43    |  |
| 9.             | "Talk"                                                       | T. Kelly James Ryan Ho                                                                               | Malay             | 3:53    |  |
| 10.            | "Funny" (ao vivo)                                            | T. Kelly C. Kelly Chuck Harmony                                                                      | T. Kelly          | 4:17    |  |
| 11.            | "Art of Letting You Go"                                      | T. Kelly Oren Yoel                                                                                   | Yoel              | 3:37    |  |
| 12.            | "California Lovers" (com participação de LL Cool J)          | T. Kelly Martin Kotecha Göransson Ali Payami James Todd Smith                                        | Martin Göransson  | 3:41    |  |
| 13.            | "Falling Slow"                                               | T. Kelly Johan Carlsson Martin                                                                       | Martin Carlsson   | 3:55    |  |
| 14.            | "Anyway"                                                     | T. Kelly C. Kelly Harmony                                                                            | Harmony           | 4:32    |  |
| Duração total: | Duração total:                                               | Duração total:                                                                                       | Duração total:    | 49:16   |  |

| Faixas bônus da edição especial da iTunes Store |                    |                  |                |         |  |
| N.º                                             | Título             | Compositor(es)   | Produtor(es)   | Duração |  |
| 15.                                             | "Dear No One"      | T. Kelly         |                | 3:19    |  |
| 16.                                             | "Beautiful Things" | T. Kelly Harmony |                | 3:08    |  |
| Duração total:                                  | Duração total:     | Duração total:   | Duração total: | 55:43   |  |

| Faixa bônus da edição deluxe da iTunes Store do Reino Unido |                                                            |                                                |                |         |  |
| N.º                                                         | Título                                                     | Compositor(es)                                 | Produtor(es)   | Duração |  |
| 17.                                                         | "Lullaby" (Professor Green com participação de Tori Kelly) | Stephen Manderson Chris Crowhurst Ina Wroldsen | Chris Loco     | 4:53    |  |
| Duração total:                                              | Duração total:                                             | Duração total:                                 | Duração total: | 60:36   |  |

| Faixas do relançamento |                       |                                                             |                         |         |  |
| N.º                    | Título                | Compositor(es)                                              | Produtor(es)            | Duração |  |
| 15.                    | "Hollow"              | T. Kelly Hayley Warner Zac Poor Lindsey Jackson Thom Macken | Adam Anders Peer Åström | 3:30    |  |
| 16.                    | "Something Beautiful" | T. Kelly Justin Franks Jacob Luttrell Jeanette Steiner      | Franks Jimmy Gonzalez   | 3:44    |  |
| Duração total:         | Duração total:        | Duração total:                                              | Duração total:          | 57:28   |  |

| Faixas bônus da edição das lojas Target |              |                           |              |         |  |
| N.º                                     | Título       | Compositor(es)            | Produtor(es) | Duração |  |
| 17.                                     | "Bottled Up" | T. Kelly Jenna Andrews    | Harmony      | 4:06    |  |
| 18.                                     | "Personal"   | T. Kelly Harmony C. Kelly | Harmony      | 4:06    |  |

## Desempenho comercial
Unbreakable Smile estava previsto para vender 65.000 unidades em sua primeira semana e com estreia no top cinco da tabela norte-americana Billboard 200. O álbum estreou no número dois na Billboard 200, com 75.000 unidades.
| \| Tabela musical (2015) \| Melhor posição \| \| --------------------------------------- \| -------------- \| \| Austrália (ARIA)[22] \| 8 \| \| Bélgica (Ultratop Flandres)[23] \| 110 \| \| Canadá (Billboard)[24] \| 3 \| \| Países Baixos (Dutch Charts)[25] \| 75 \| \| Irlanda (IRMA)[26] \| 94 \| \| Nova Zelândia (RMNZ)[27] \| 6 \| \| Escócia (Official Scottish Albums)[28] \| 52 \| \| Reino Unido (Official Albums Chart)[29] \| 36 \| \| Estados Unidos (Billboard 200)[30] \| 2 \| |                |
| Tabela musical (2015) | Melhor posição |
| Austrália (ARIA) | 8              |
| Bélgica (Ultratop Flandres) | 110            |
| Canadá (Billboard) | 3              |
| Países Baixos (Dutch Charts) | 75             |
| Irlanda (IRMA) | 94             |
| Nova Zelândia (RMNZ) | 6              |
| Escócia (Official Scottish Albums) | 52             |
| Reino Unido (Official Albums Chart) | 36             |
| Estados Unidos (Billboard 200) | 2              |

## Histórico de lançamento
| País           | Data                  | Formato(s)                | Edição               | Gravadora         | Ref.          |
| -------------- | --------------------- | ------------------------- | -------------------- | ----------------- | ------------- |
| Canadá         | 23 de junho de 2015   | CD descarga digital vinil | Padrão, faixas bônus | Universal Music   | [ 31 ] [ 32 ] |
| Japão          | 23 de junho de 2015   | descarga digital          | Padrão, faixas bônus | Universal Music   | [ 33 ]        |
| México         | 23 de junho de 2015   | descarga digital          | Padrão, faixas bônus | Universal Music   | [ 34 ]        |
| Estados Unidos | 23 de junho de 2015   | CD descarga digital       | Padrão, faixas bônus | Schoolboy Capitol | [ 31 ] [ 35 ] |
| Austrália      | 26 de junho de 2015   | CD descarga digital       | Padrão, faixas bônus | Universal Music   | [ 36 ] [ 37 ] |
| Nova Zelândia  | 26 de junho de 2015   | CD descarga digital       | Padrão, faixas bônus | Universal Music   | [ 38 ]        |
| Reino Unido    | 16 de outubro de 2015 | CD descarga digital       | Padrão, deluxe       | Schoolboy Capitol | [ 39 ]        |